# آنتیمووو
آنتیمووو (به بلغاری: Antimovo) یک منطقهٔ مسکونی در بلغارستان است که در استان ویدین واقع شده‌است.
 آنتیمووو  ۵۳۸ نفر جمعیت دارد و ۴۰ متر بالاتر از سطح دریا واقع شده‌است.